# Alien mortel
Alien mortel (Sleeper) est le deuxième épisode de la deuxième saison de la série Torchwood.

## Accroche
À la suite d'un cambriolage ayant mal tourné, Beth Halloran est amenée à l'institut Torchwood. Cette femme semblerait être un agent dormant, extra-terrestre, mais elle ne le sait pas. 

## Résumé
Deux cambrioleurs entrent dans l'appartement de deux habitants de Cardiff, Mike et Beth. Alors que le vol tourne mal, les voleurs sont soudainement terrifiés par un flash lumineux parcourant la pièce. Peu de temps après, l'équipe de Torchwood enquête sur l'affaire et écoutant l'aveu d'un des malfaiteurs apprend qu'ils ont été agressés par Beth. 
Rapidement, Jack Harkness suppose que Beth pourrait être une extraterrestre : les lames ne peuvent couper sa peau et en sa présence un Weevil est pris de frayeur. La faisant passer par des électrochocs, celle-ci se retrouve dans un état second et fait sortir de son bras une sorte de technologie extraterrestre. Elle serait un "agent dormant" de la cellule 1-1-4, une cellule d'extra-terrestres ayant pour but de faire des repérages avant une éventuelle colonisation de la Terre. Beth possède des implants mémoriels afin qu'elle puisse se croire une véritable terrienne. 
Cherchant à cryogéniser Beth, l'équipe ne réussit qu'à réactiver de nouveaux agents, qui dans différents lieux de Cardiff entament leur mission, transformant leur bras en une sorte de baïonnette. S'entame une série de meurtres et d'attentats kamikazes ayant pour but d'empêcher une éventuelle riposte : les lignes téléphoniques sont coupées, le chef du conseil de la ville assassiné, les réserves d'essence des militaires neutralisées, et un des agents se dirige vers une base de l'armée contenant des ogives nucléaires. 
Après avoir accidentellement poignardé son mari, Beth continue de garder une part humaine au fond d'elle, et Jack et Gwen réussissent à se servir de cette particularité pour arrêter le dernier agent avant qu'il ne fasse exploser les ogives. Avant de mourir, celui-ci lui dit que d'autres aliens de sa race sont sur terre. 
De retour à Torchwood, Beth s'en veut d'avoir blessé son mari. Elle prend finalement Gwen en otage afin de forcer les autres agents de Torchwood à lui tirer une balle dans la tête, permettant une forme de suicide. 
L'épisode se termine sur une discussion de Jack et Gwen se disant que de nouveaux agents risquent de venir.

## Commentaires

### Production
Le tournage de cet épisode a connu quelques problèmes car une explosion devait être tournée le 1er juillet 2007, c'est-à-dire le lendemain de l'attentat contre l'aéroport de Glasgow. Fort heureusement, une pub appelant les gens à rester calme a réussi à empêcher la panique.
William Hughes, qui joue le rôle du fils de Graingers était apparu dans le rôle du Maitre à l'âge de 8 ans dans l'épisode de Doctor Who "Que tapent les tambours".
On peut voir que le lieu de tournage extérieur de l’hôpital où se déroule une partie de l'action est le même que celui de l'épisode 1 de la saison 5 La Onzième Heure de Doctor Who.